# Helena (Alabama)
Helena és una població dels Estats Units a l'estat d'Alabama. Segons el cens del 2000 tenia 10.296 habitants.

## Demografia
Segons el cens del 2000, Helena tenia 10.296 habitants, 3.828 habitatges, i 3.043 famílies. La densitat de població era de 232,9 habitants/km².
Dels 3.828 habitatges en un 43,4% hi vivien nens de menys de 18 anys, en un 70,2% hi vivien parelles casades, en un 7,4% dones solteres, i en un 20,5% no eren unitats familiars. En el 17,7% dels habitatges hi vivien persones soles el 3% de les quals corresponia a persones de 65 anys o més que vivien soles. El nombre mitjà de persones vivint en cada habitatge era de 2,69 i el nombre mitjà de persones que vivien en cada família era de 3,06.
Per edats la població es repartia de la següent manera: un 28,7% tenia menys de 18 anys, un 6% entre 18 i 24, un 42,7% entre 25 i 44, un 17,5% de 45 a 60 i un 5,1% 65 anys o més.
L'edat mitjana era de 31 anys. Per cada 100 dones hi havia 90,9 homes. Per cada 100 dones de 18 o més anys hi havia 88,6 homes.
La renda mitjana per habitatge era de 62.908 $ i la renda mitjana per família de 66.250 $. Els homes tenien una renda mitjana de 45.291 $ mentre que les dones 32.431 $. La renda per capita de la població era de 26.323 $. Aproximadament l'1,4% de les famílies i el 2,2% de la població estaven per davall del llindar de pobresa.

## Poblacions properes
El següent diagrama mostra les poblacions més properes.